# Trachycera nipponella
Trachycera nipponella is een vlinder uit de familie van de snuitmotten (Pyralidae). De wetenschappelijke naam van de soort is voor het eerst geldig gepubliceerd in 2000 door Yamanaka.